# François Gaspard Adam
Pour les articles homonymes, voir Adam (homonymie).
Francois Gaspard Adam, né le 23 mai 1710 à Nancy, mort le 18 août 1761 à Paris, est un sculpteur lorrain.

## Biographie
Benjamin des trois frères sculpteurs Adam, François Gaspard fit son apprentissage en sculpture auprès de son père Jacob Sigisbert. En 1729, il partit pour Rome pour soutenir son frère Lambert Sigisbert dans la restauration des marbres du cardinal de Polignac.
De retour à Paris en 1733, François Gaspard travailla dans l’atelier de son frère, et l’aida probablement dans la réalisation du Triomphe de Neptune et Amphitrite et des groupes de la Chasse et la Pêche. Il prit part aux concours organisés par l’Académie royale de peinture et de sculpture de 1734 à 1741. Lauréat du concours de 1741, il fut nommé pensionnaire de l’Académie de France le 12 juin 1742, et effectua un second séjour à Rome de 1742 à 1746.

### Carrière au service de Frédéric II de Prusse
Son retour coïncida avec la volonté du roi Frédéric II de Prusse de trouver un sculpteur pour œuvrer à la décoration de sa résidence d’été, le palais de Sanssouci près de Potsdam. François Gaspard prit le titre de Premier sculpteur et installa son atelier près du château de Berlin en 1747. Il dirigea l’atelier royal de Berlin jusqu’en 1761. Dès 1747, il embaucha une équipe, qui comprit Thomas Michel, Louis Fontaine, Matteo Girola et Felice Coscia en 1748. Ses premières commandes royales furent les statues de Lucrèce et son pendant féminin La Volupté, sujets choisis par Frédéric II pour honorer la philosophie épicurienne. Entre 1749 et 1750, il réalisa deux groupes représentant Flore et Zéphyr et Cléopâtre et l’Amour pour la terrasse du château.
Le grand projet de décoration du jardin du château prit forme à partir de 1747, lorsque Frédéric II fit venir de France un ensemble de sculptures réalisées par Lambert Sigisbert Adam et Jean-Baptiste Pigalle en tant que cadeaux du roi Louis XV. Elles arrivèrent en mars 1750, et déterminèrent l’apparence des productions de François Gaspard. Celles-ci, représentant des dieux olympiens, Le Feu et La Terre, étaient destinées à entourer un Triomphe de Thétis.
En 1755, bien que ce projet de décoration sculptée autour du Grand Bassin ne fût pas encore achevé, Frédéric II passa à François Gaspard une autre commande pour un monument public en l’honneur du chancelier Samuel von Cocceji. Toutefois, la guerre de Sept Ans empêcha la finalisation de l’œuvre. En 1759, Frédéric II commanda deux statues en marbre de Kurt Christoph Graf von Schwerin et Hans Karl von Winterfeld, respectivement décédés aux batailles de Prague et de Moys, pour la Wilhelmplatz de Berlin. Mais François Gaspard regagna Paris au début de l’année 1761 où il s’éteignit le 18 août 1761. Plusieurs de ses œuvres laissées inachevées furent terminées par son neveu, Sigisbert François Michel.
Il s'est marié, par acte de mariage du 8 juillet 1751, avec Anne-Charlotte Gervaise, dont il a eu une unique fille :
- Madeleine-Catherine-Gasparine Adam (Berlin, vers 1752-Paris, 23 décembre 1793), mariée à Louis-François II Gravant par contrat de mariage du 7 juillet 1768, célébré le 19 juillet 1768 à l'église Saint-Séverin de Paris[5].

## Œuvres
- La Volupté (dite aussi Vénus coelestis), 1748, marbre, 187 x 82 x 53 cm, Potsdam, château de Sanssouci[1].
- Lucrèce (dit aussi Apollon), 1748, marbre, 182 x 82 x 62 cm, Potsdam, château de Sanssouci[1].
- Flore et Zéphyr, 1749, marbre, 106 x 142 x 84 cm, Potsdam, château de Sanssouci[1].
- Cléopâtre et l’Amour, 1750, marbre, 105 x 149 x 96 cm, Potsdam, château de Sanssouci[1].
- Samuel von Cocceji, 1765 (achevé par Sigisbert François Michel), marbre, 95 x 71 x 48 cm, Berlin, Kammergericht[1].
- Le Feld-maréchal Kurt Christoph Graf von Schwerin, 1769 (achevé par Sigisbert François Michel), marbre, 250 x 125 x 100 cm, Berlin, Bode-Museum[1].

### Projet pour le Grand Bassin du parc de Sanssouci
- Apollon, 1752, marbre, 188 x 81 x 94 cm, Potsdam, château de Sanssouci[1].
- Diane, 1753, marbre, 173 x 91 x 92 cm, Potsdam, château de Sanssouci[1].
- Junon, 1753, marbre, 185 x 82 x 92 cm, Potsdam, château de Sanssouci[1].
- Jupiter, 1754, marbre, 184 x 81 x 85 cm, Potsdam, château de Sanssouci[1].
- Le Feu (Vénus et Vulcain), 1756, marbre, 240 x 124 x 106 cm, Potsdam, château de Sanssouci[1].
- La Terre (Cérès et Triptolème), 1758, marbre, 241 x 112 x 121 cm, Potsdam, château de Sanssouci[1].
- Minerve, 1760, marbre, 183 x 86 x 85 cm, Potsdam, château de Sanssouci[1].
- Mars, 1764 (achevé par Sigisbert François Michel), marbre, 183 x 92 x 96 cm, Potsdam, château de Sanssouci[1].

## Galerie

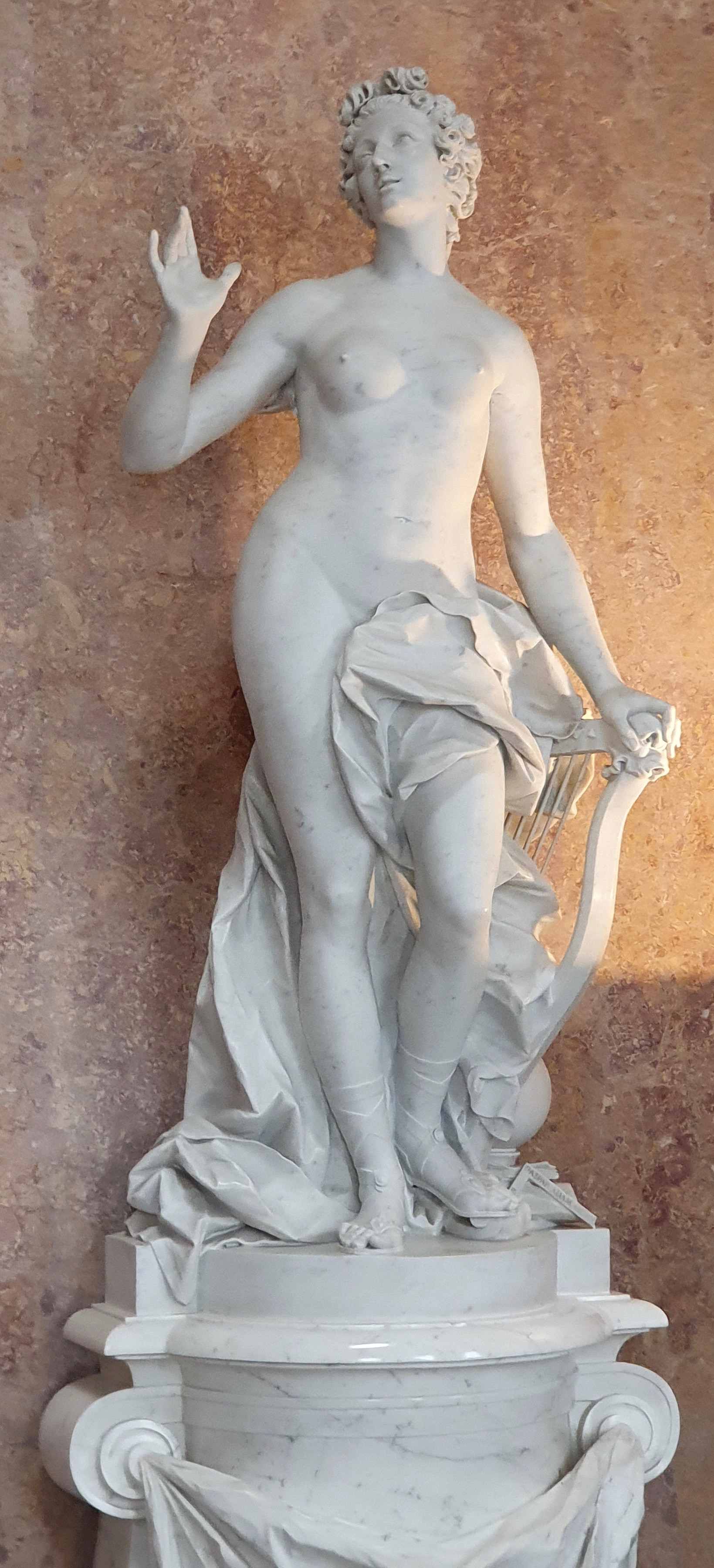
La Volupté (dite aussi Vénus coelestis), 1748, marbre, 187 x 82 x 53 cm, Potsdam, château de Sanssouci.
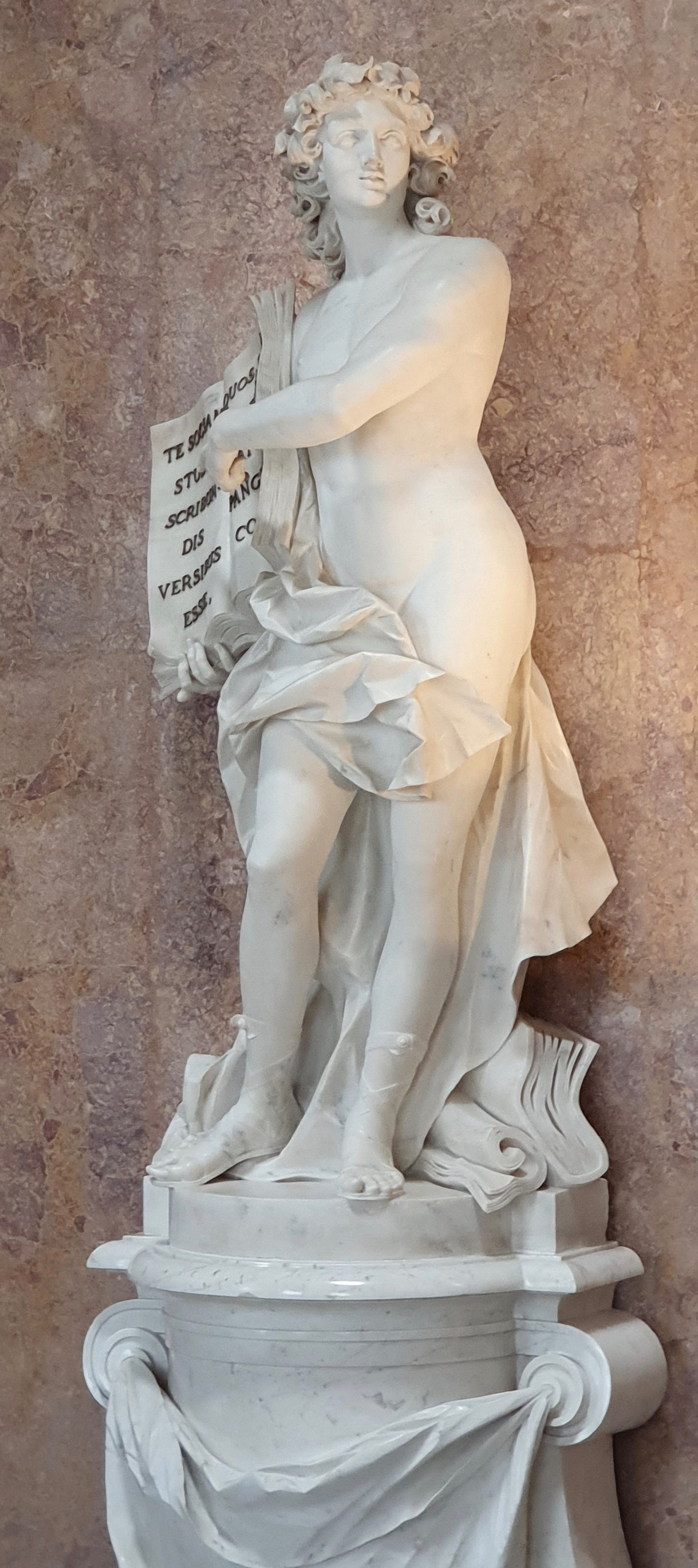
Lucrèce (dit aussi Apollon), 1748, marbre, 182 x 82 x 62 cm, Potsdam, château de Sanssouci.
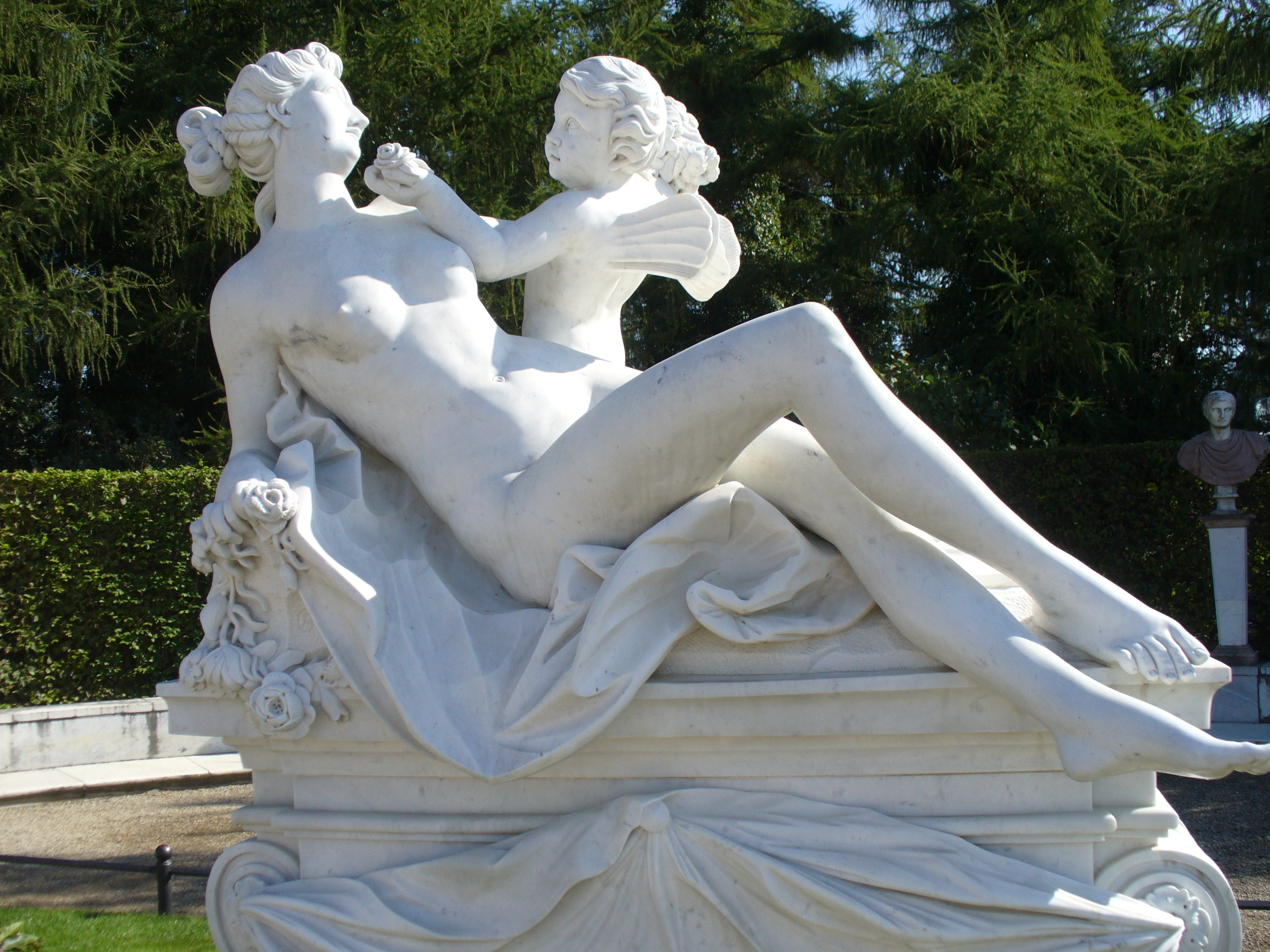
Flore et Zéphyr (copie), 1749, marbre, 106 x 142 x 84 cm, Potsdam, château de Sanssouci.
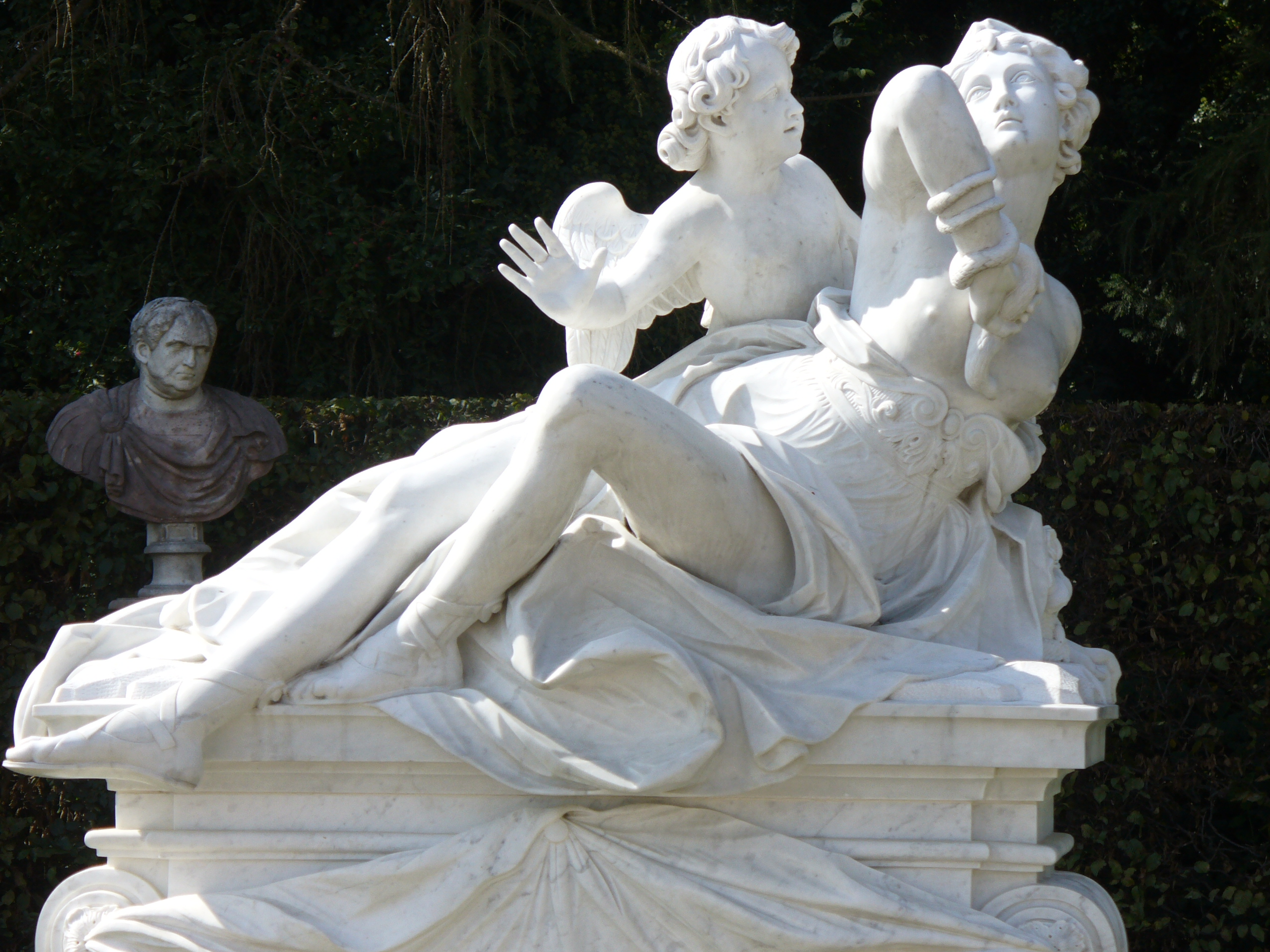
Cléopâtre et l’Amour (copie), 1750, marbre, 105 x 149 x 96 cm, Potsdam, château de Sanssouci.
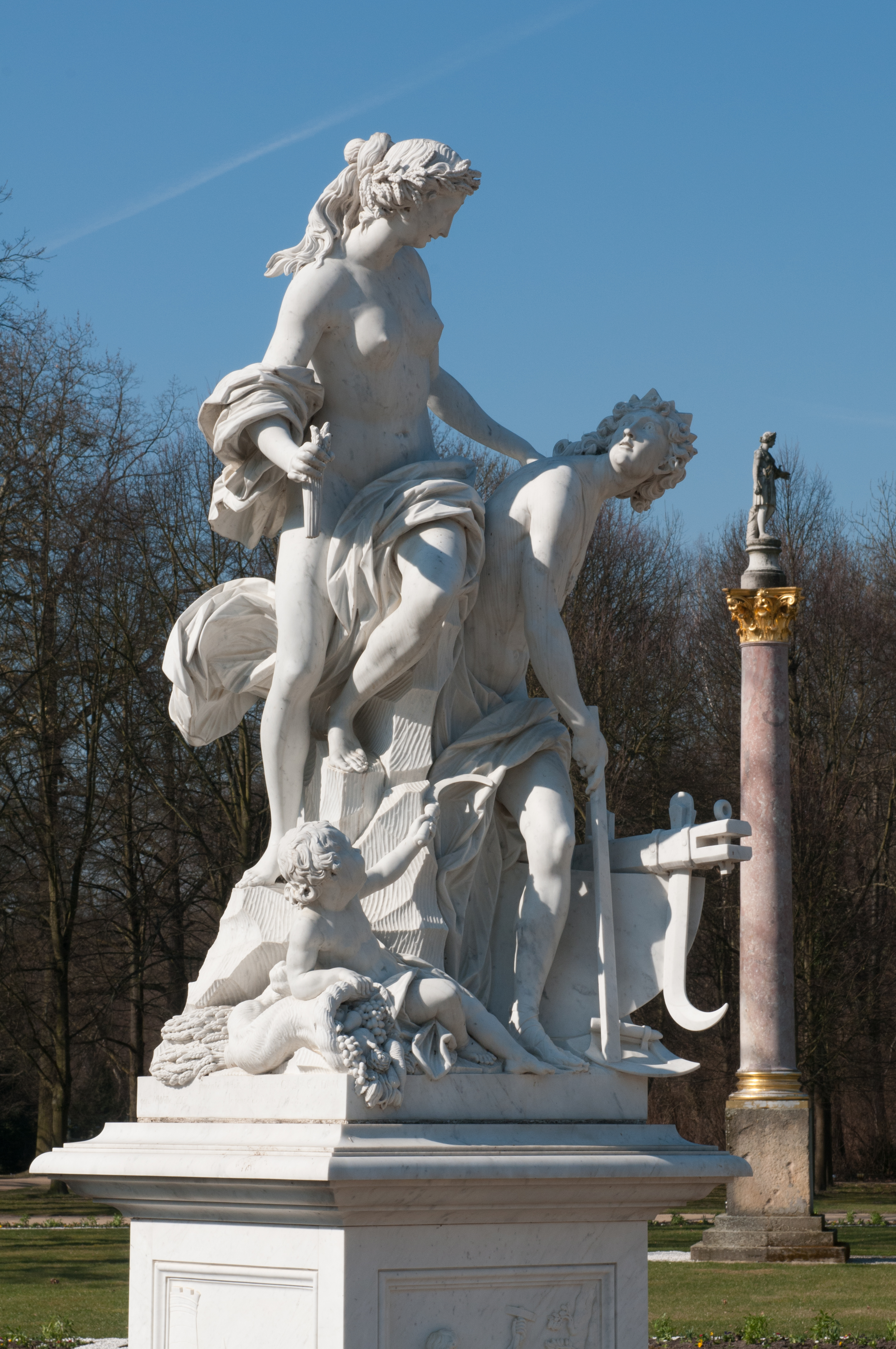
La Terre (Cérès et Triptolème) (copie), 1758, marbre, 241 x 112 x 121 cm, Potsdam, château de Sanssouci.
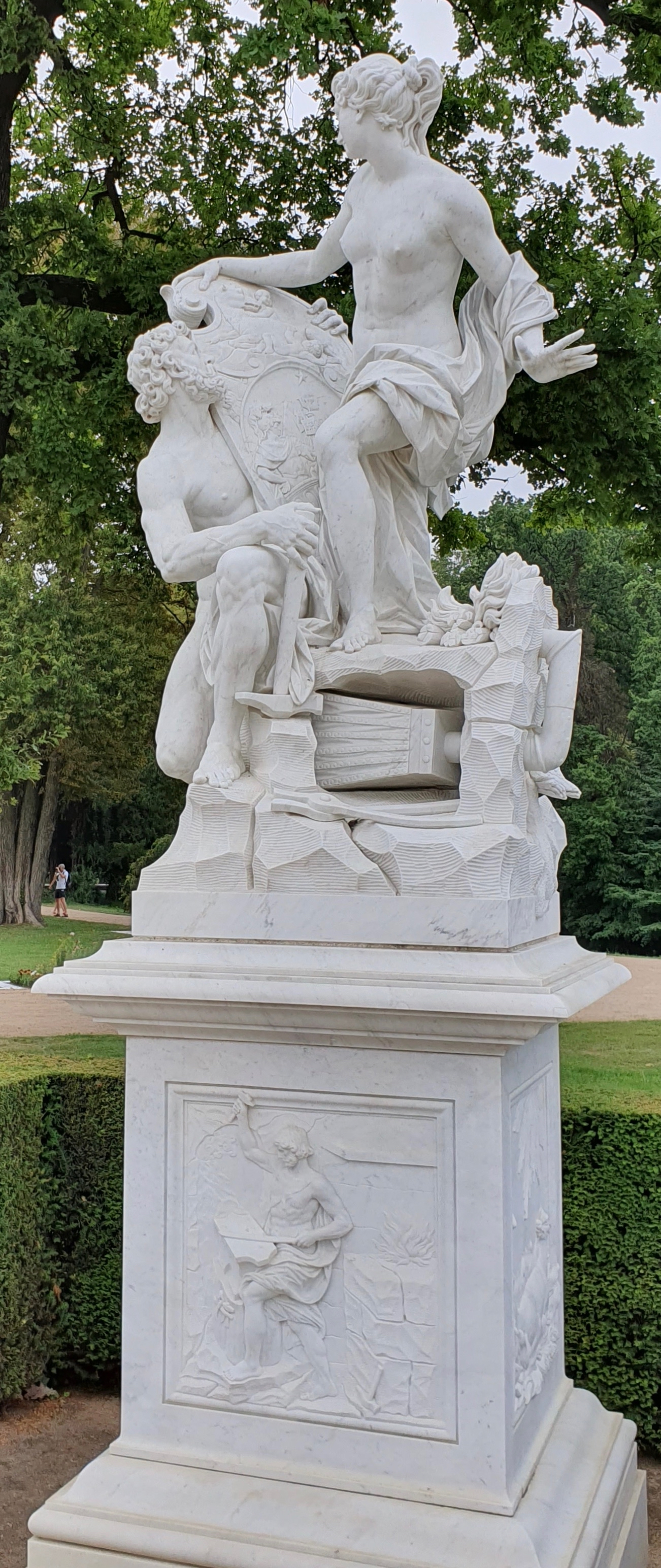
Le Feu (Vénus et Vulcain) (copie), 1756, marbre, 240 x 124 x 106 cm, Potsdam, château de Sanssouci.
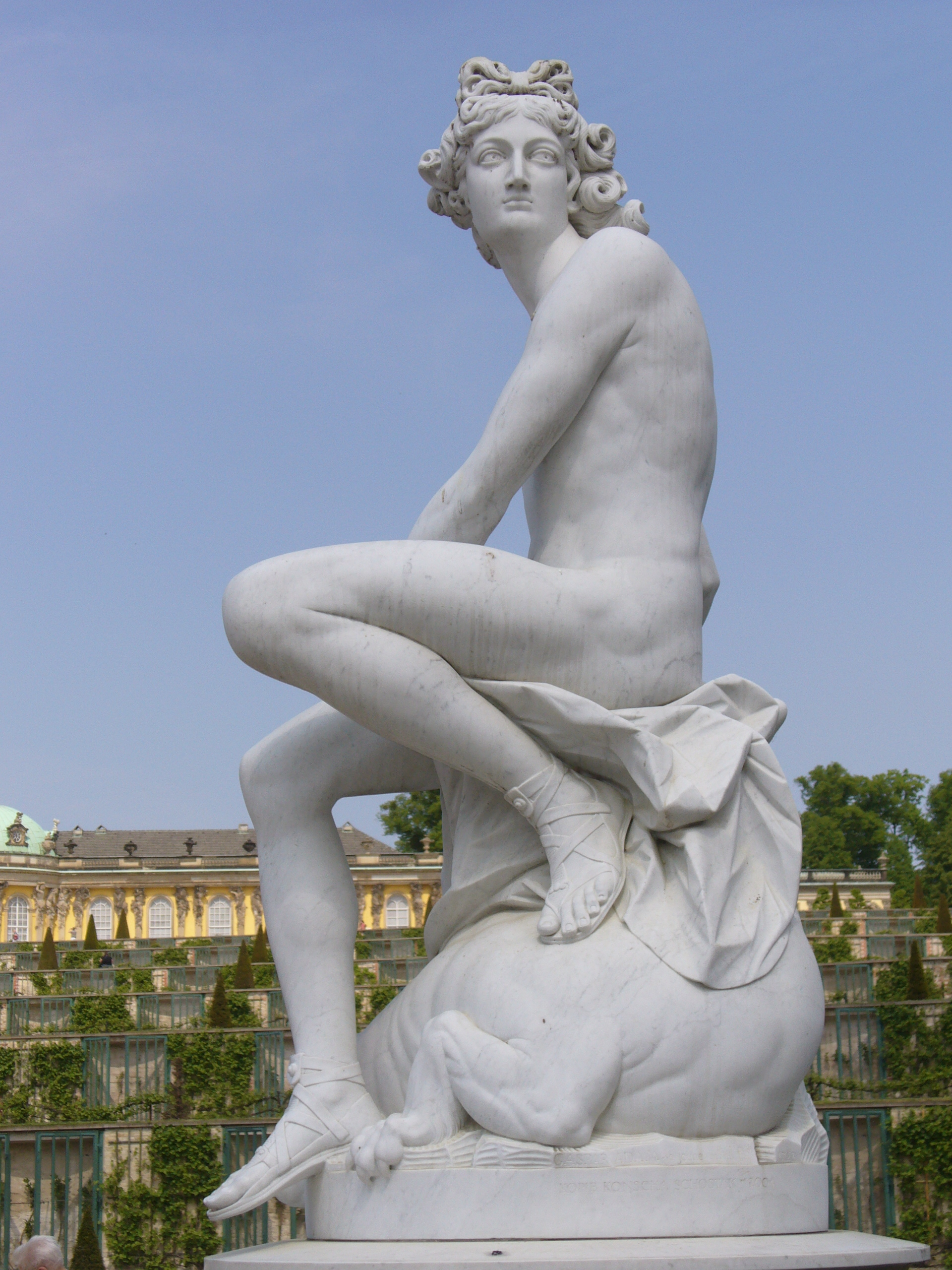
Apollon (copie), 1752, marbre, 188 x 81 x 94 cm, Potsdam, château de Sanssouci.
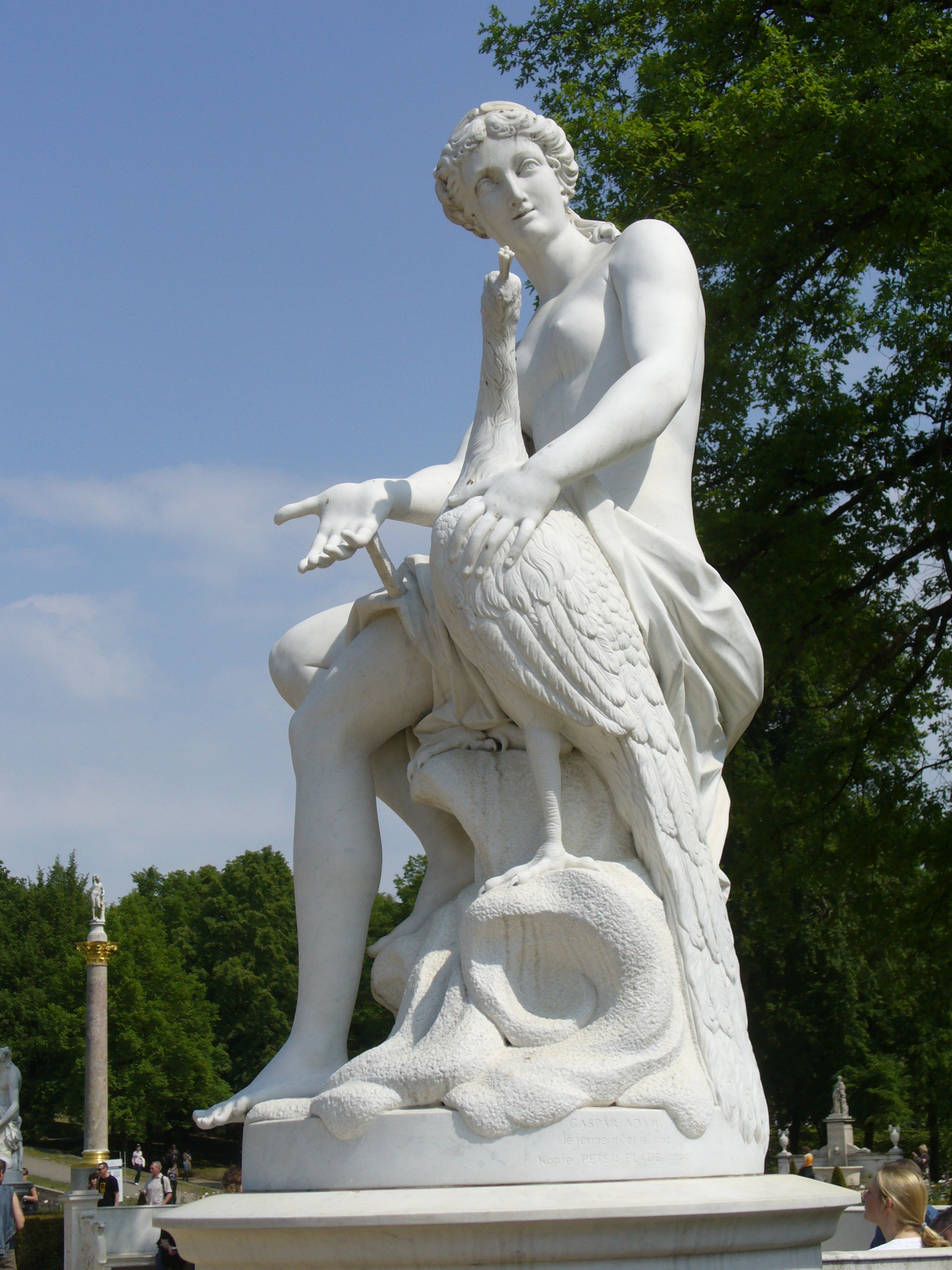
Junon (copie), 1753, marbre, 185 x 82 x 92 cm, Potsdam, château de Sanssouci.
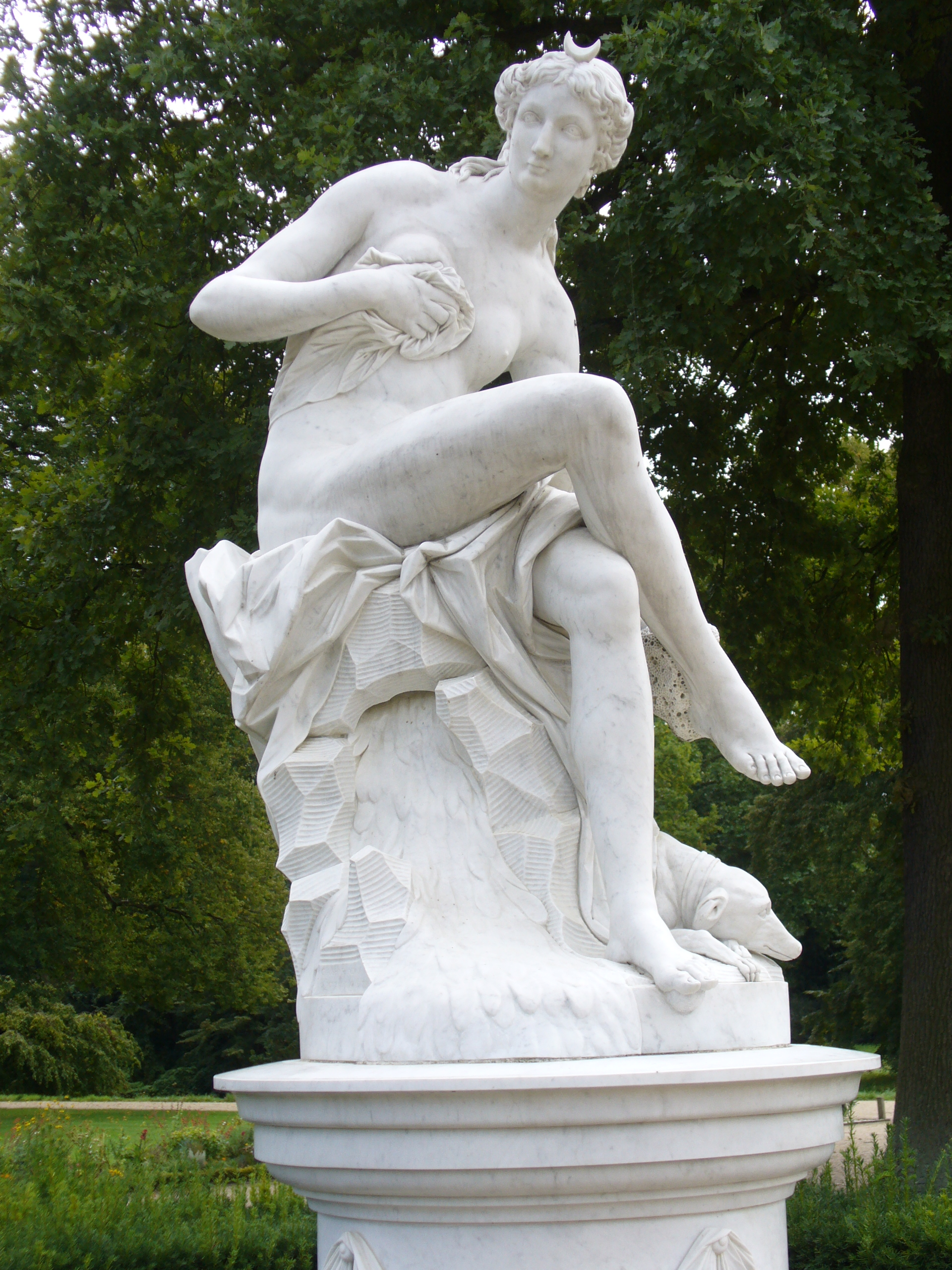
Diane (copie), 1753, marbre, 173 x 91 x 92 cm, Potsdam, château de Sanssouci.
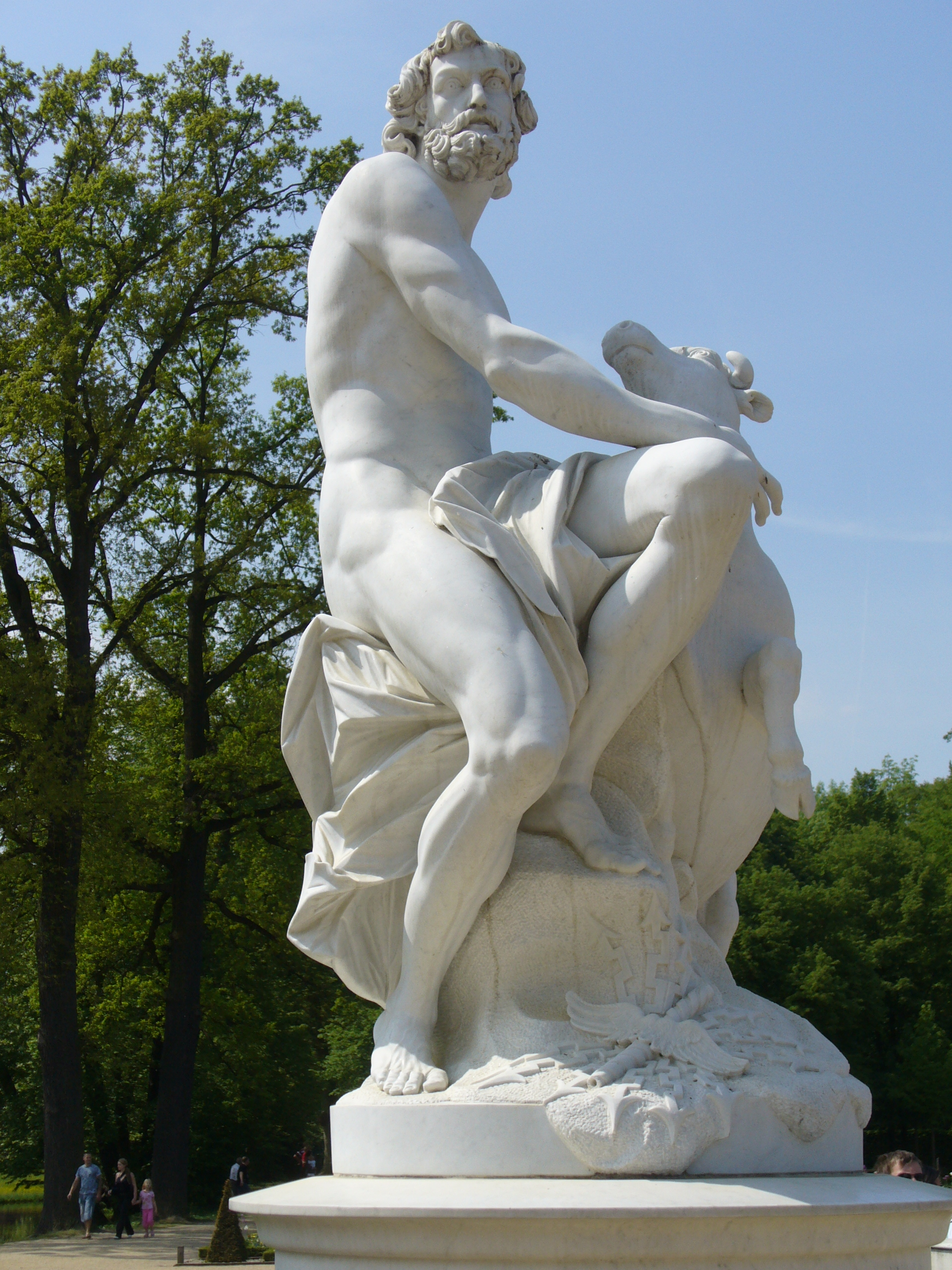
Jupiter (copie), 1754, marbre, 184 x 81 x 85 cm, Potsdam, château de Sanssouci.
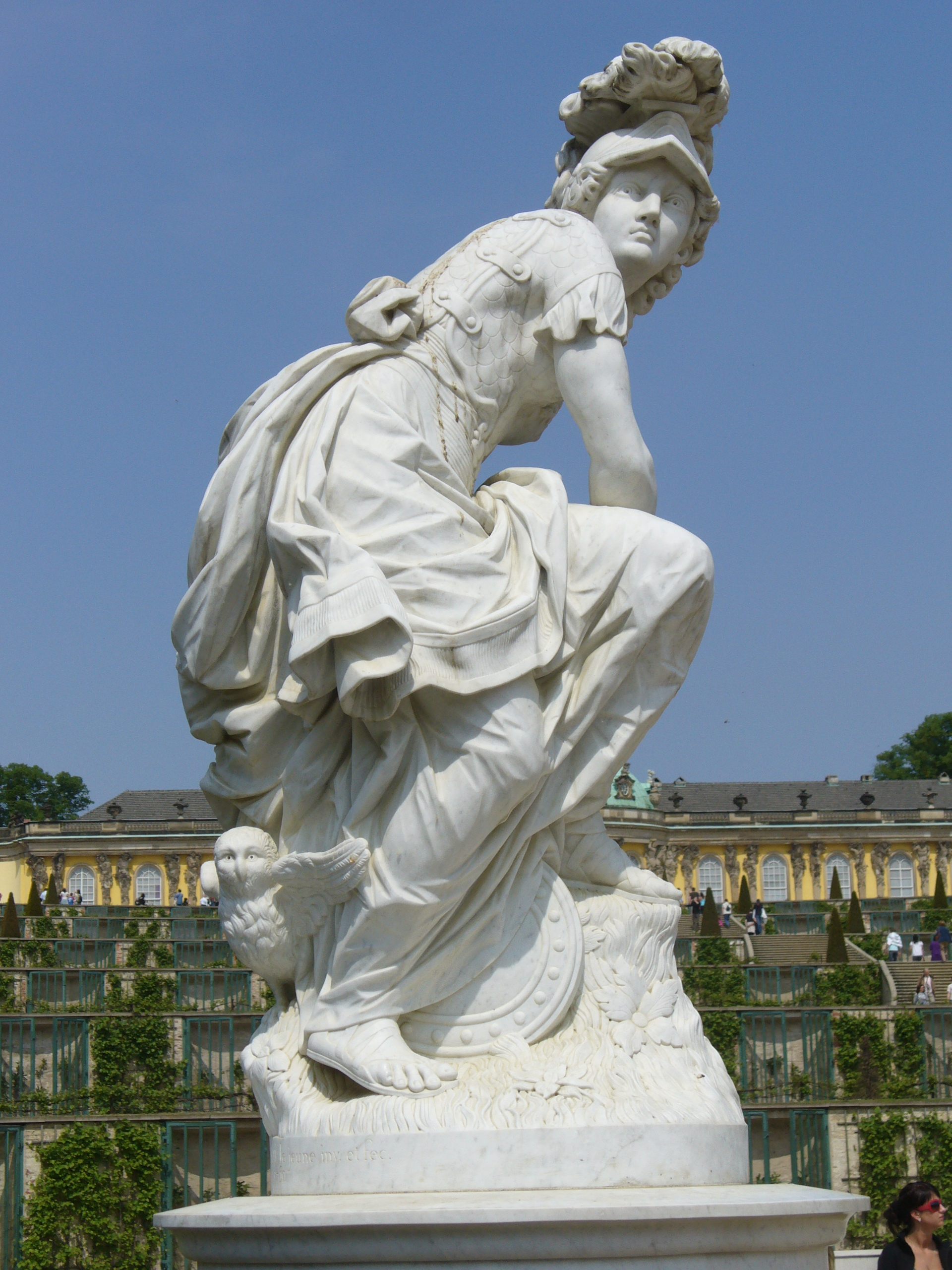
Minerve (copie), 1760, marbre, 183 x 86 x 85 cm, Potsdam, château de Sanssouci.
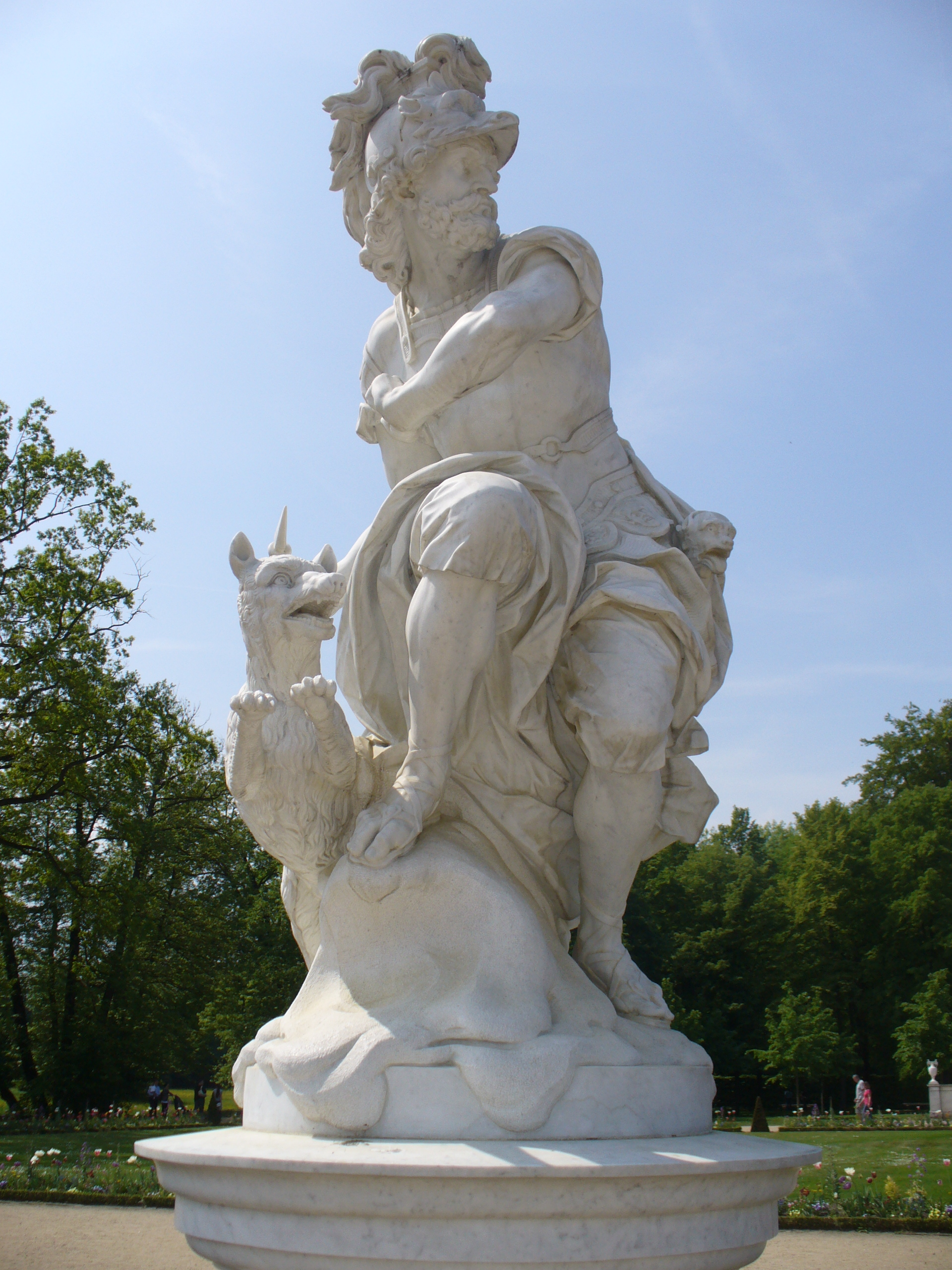
Mars (copie), 1764 (achevé par Sigisbert François Michel), marbre, 183 x 92 x 96 cm, Potsdam, château de Sanssouci.
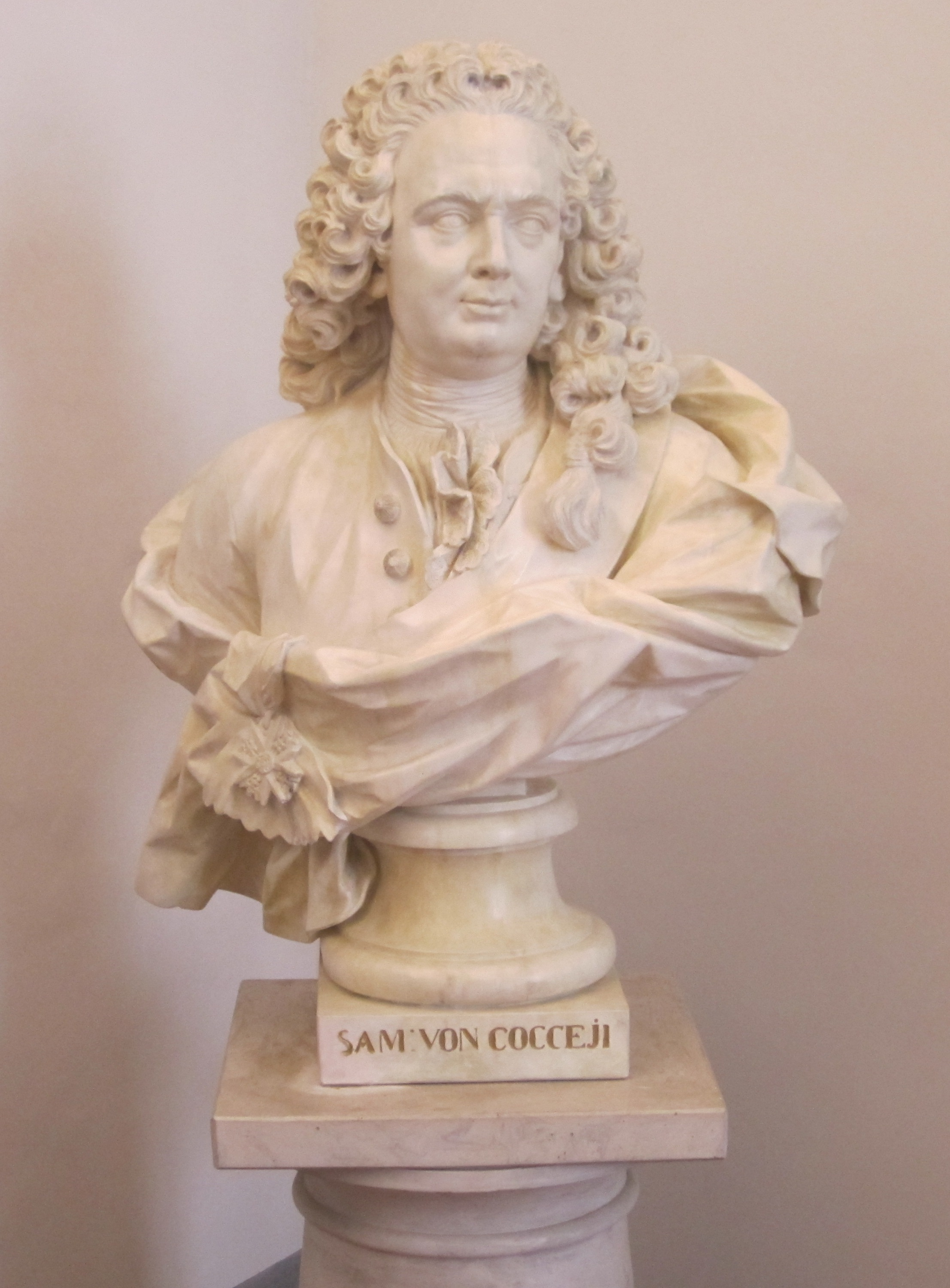
Samuel von Cocceji, 1765 (achevé par Sigisbert François Michel), marbre, 95 x 71 x 48 cm, Berlin, Kammergericht.
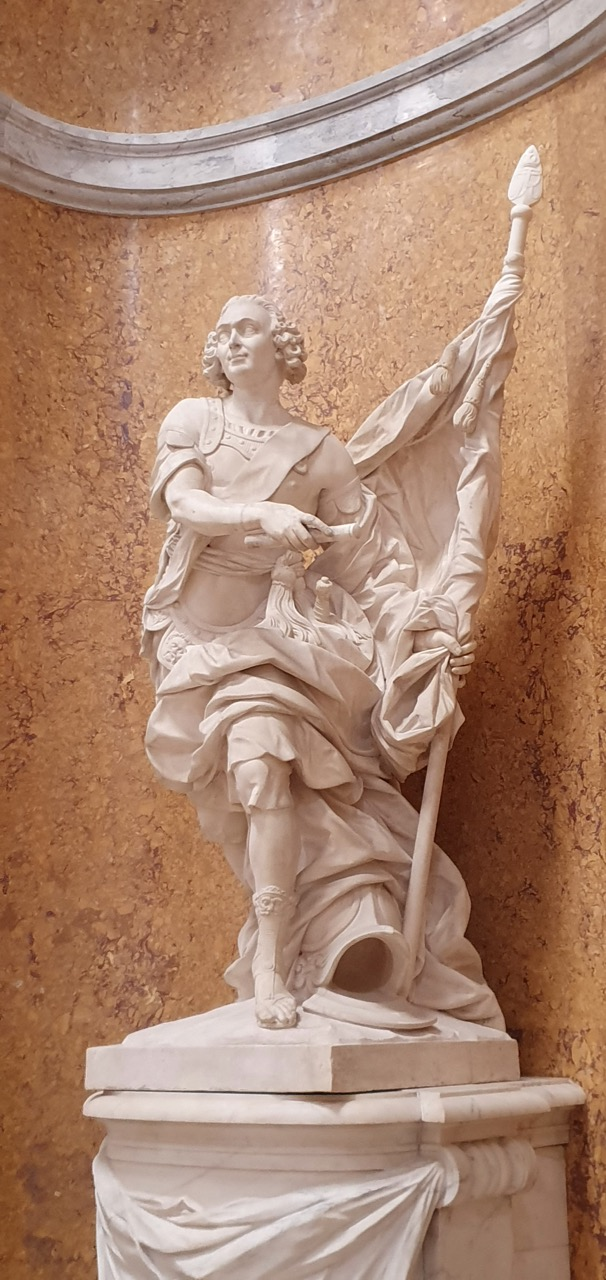
Le Feld-maréchal Kurt Christoph Graf von Schwerin, 1769 (achevé par Sigisbert François Michel), marbre, 250 x 125 x 100 cm, Berlin, Bode-Museum.